# Elaphria polysticta
Elaphria polysticta là một loài bướm đêm trong họ Noctuidae.